# Antígono Matatías
Antígono Matatías (en hebreo: מתתיהו אנטיגונוס השני‎, Matityahu), (? - 37 a. C.) fue un rey de Judea y Sumo Sacerdote, que reinó en Jerusalén desde el 40 a. C. al 37 a. C.. Era el segundo hijo de Aristóbulo II, junto con su padre fue llevado prisionero a Roma por Pompeyo en el 63 a. C., sin embargo ambos escaparon en el año 57 a. C. y volvieron a Judea. Tras ser proclamado rey, fue derrotado por Herodes I el Grande  y decapitado en Antioquía el 37 a. C., extinguiéndose de esta forma la dinastía de los Asmoneos.

## Biografía
Los excesivos impuestos exigidos al pueblo por las extravagancias de Marco Antonio y Cleopatra VII crearon un profundo odio contra Roma. Antígono se ganó la confianza de la clase aristocrática de Jerusalén y de los fariseos. Los partos liderados por Pacoro I, que había invadido Siria en 40 a. C., apoyaron al candidato antirromano, así que le enviaron tropas. Hircano II fue enviado a Babilonia, tras sufrir mutilación de sus orejas, para que no pudiera ejercer de Sumo Sacerdote. Herodes huyó de Jerusalén, y Antígono fue oficialmente proclamado rey y sumo sacerdote por los partos. Sus tres años de reinado fueron de lucha continua.
Herodes fue declarado rey de Judea en Roma, y volvió en 39 a. C., emprendiendo una campaña contra Antígono, y poniendo sitio a Jerusalén. En la primavera de 38 a. C., aprovechando que los romanos dirigidos por Publio Ventidio Baso había expulsado a los partos, tomó el control de la provincia de Galilea, y luego de toda Judea, aunque pospuso el asedio de Jerusalén hasta la primavera de 37 a. C. Antígono les mantuvo a raya durante 3-5 meses, pero finalmente, los romanos capturaron la ciudad.  Antígono fue llevado a Antioquía y ejecutado, poniendo fin a la dinastía asmonea.
Flavio Josefo y Plutarco afirman que Marco Antonio decapitó a Antígono, pero Dion Casio dice que fue crucificado.

## Sucesión
| Predecesor: Hircano II | Rey de Judea 40 a. C.-37 a. C. | Sucesor: Herodes el Grande |